# Liste der denkmalgeschützten Objekte in Grän
Die Liste der denkmalgeschützten Objekte in Grän enthält die 4 denkmalgeschützten, unbeweglichen Objekte der Gemeinde Grän.

## Denkmäler
| Foto  |                 | Denkmal                                                                                                | Standort                                    | Beschreibung | Metadaten |
| ----- | --------------- | --- | ------------------------------------------- | --- | --- |
| ja BW | Datei hochladen | Kath. Pfarrkirche hl. Wendelin, Friedhof m. Kriegerdenkmal HERIS-ID: 55384 Objekt-ID: 64019 TKK: 24714 | gegenüber Am Kirchplatz 1 Standort KG: Grän | Die Pfarrkirche steht in der Dorfmitte und ist ein einheitlich klassizistischer Bau, der 1789 anstelle einer 1459 erstmals erwähnten und 1617 neu gebauten Kapelle errichtet wurde. An den vierjochigen Saalraum schließt eine Rundapsis an; das achteckige Obergeschoß des Westturms trägt eine Zwiebelhaube. Der Hochaltar wurde zwischen 1858 und 1878 aufgestellt; der linke Seitenaltar weist einen überreich geschnitzten Rokokoaufbau auf. Die Deckengemälde zeigen Szenen aus dem Leben des hl. Wendelin, sie wurden 1791 von Joseph Keller im Langhaus und 1793 von Franz Anton Zeiller im Chor geschaffen. | BDA-Hist.: Q38065206 Status: § 2a Stand der BDA-Liste: 2025-06-30 Name: Kath. Pfarrkirche hl. Wendelin, Friedhof m. Kriegerdenkmal GstNr.: .215, 3265, 3264/3 Pfarrkirche Grän |
| ja    | Datei hochladen | Bildstock hl. Johannes Nepomuk HERIS-ID: 64286 Objekt-ID: 76993 TKK: 24716                             | Lumberg Standort KG: Grän                   | In der offenen Nische des Bildstocks steht eine Figur des heiligen Johannes Nepomuk vom Ende des 18. Jahrhunderts. | BDA-Hist.: Q38106490 Status: § 2a Stand der BDA-Liste: 2025-06-30 Name: Bildstock hl. Johannes Nepomuk GstNr.: 2960 Wegkapelle hl. Nepomuk, Grän                               |
| ja    | Datei hochladen | Kapelle hl. Michael, Lumbergkapelle HERIS-ID: 39081 Objekt-ID: 38786 TKK: 24717                        | Lumberg Standort KG: Grän                   | Die zweijochige Kapelle mit eingezogener Rundapsis und Glockendachreiter wurde 1695 erbaut. | BDA-Hist.: Q37986898 Status: Bescheid Stand der BDA-Liste: 2025-06-30 Name: Kapelle hl. Michael, Lumbergkapelle GstNr.: .171 Kapelle hl. Michael, Lumbergkapelle               |
| ja    | Datei hochladen | Ortskapelle hl. Jakobus Minor HERIS-ID: 55391 Objekt-ID: 64030 TKK: 24718                              | gegenüber Seestraße 26 Standort KG: Grän    | Der zweijochige Gebetsraum mit eingezogenem Dreiachtelchor wurde wahrscheinlich um 1695 bereits urkundlich erwähnt. Der Hochaltar stammt aus der Zeit zwischen 1690 und 1700. | BDA-Hist.: Q38065283 Status: § 2a Stand der BDA-Liste: 2025-06-30 Name: Ortskapelle hl. Jakobus Minor GstNr.: .244 Jakobskapelle, Haldensee                                    |